# Abu Dhar
Owaida Benito Marohombsar (? - 14 mars 2019), plus connu sous le nom d'Abu Dhar, parfois orthographié Abu Dar, est un djihadiste philippin. Militant du groupe djihadiste Maute, actif aux Philippines, il était le chef présumé de l'État islamique en Asie du Sud-est depuis la mort de son ancien leader Isnilon Hapilon, tué lors de la bataille de Marawi le 16 octobre 2017. Le gouvernement de Manille offrait 6 millions de Pesos philippins pour sa capture.

## Biographie
Natif de la province de Lanao del Sur, il est présenté comme un des lieutenants de l'ancien chef Isnilon Hapilon et un des chefs de file du groupe radical Maute. Il se serait formé au maniement des armes et des explosifs en Afghanistan en 2005 avant de revenir aux Philippines quelques années plus tard pour fonder une faction islamiste armée connue sous le nom de Khilafa Islamiyyah Mindanao.
Il aurait activement participé à la bataille de Marawi aux côtés de Hapilon et d'Omar Maute et serait l'un des rares chefs du groupe extrémiste à avoir échappé aux autorités philippines après la défaite de l'État islamique. Dans sa fuite, les forces philippines le soupçonnent d'être parvenu à exfiltrer d'importantes ressources financières hors de la zone des combats.  
Quelques mois après la mort d'Isnilon Hapilon, Abu Dhar est désigné pour remplacer l'ancien émir. Malgré le revers de Marawi, les autorités philippines soupçonnent les djihadistes rescapés de se regrouper sous le commandement du nouveau leader et de procéder au recrutement de nouveaux membres pour continuer à mener une guérilla clandestine par le biais de cellules, notamment implantées à Mindanao, mais aussi à Jolo et Basilan. Toutefois, à la suite de l'attentat de la cathédrale Notre-Dame-du-Mont-Carmel de Jolo survenu le 27 janvier 2019, les autorités philippines soupçonnent un militant d'Abou Sayyaf connu sous le nom de Hatib Hajan Sawadjaan et présenté comme étant le cerveau de l'attaque, d'être le successeur probable de Hapilon à la tête de la branche régionale de l'Etat Islamique aux Philippines.
Abu Dhar est abattu par l'armée philippine lors d'un violent accrochage survenu dans la province de Lanao del Sur le 14 mars 2019. Son décès est confirmé un mois plus tard, le 14 avril 2019, à la suite de tests ADN menés conjointement avec l'armée américaine. 